# Fabien Lamatina
Fabien Lamatina  fue un jugador de fútbol nacido el 3 de julio de 1985. Y su último equipo fue el Marignane Gignac del Championnat National de Francia. Inició su carrera profesional en 2004 en el Niza.

## Clubes
| Club                  | País    | Año       |
| --------------------- | ------- | --------- |
| Niza                  | Francia | 2003-2006 |
| Racing Club de Ferrol | España  | 2006-2009 |
| Stade Laval           | Francia | 2009-2011 |
| US Marignane          | Francia | 2012-2016 |
| Marignane Gignac      | Francia | 2016-2019 |